# تنور بلند (مازو)
تنور بلند (بالفارسية: تنوربلند) هي قرية تقع في قسم مازو الريفي، بمقاطعة أنديمشك التابعة لمحافظة خوزستان، إيران. يقدر عدد سكانها بـ 217 نسمة حسب الإحصاء السكاني الذي تمّ في عام 2006.